# Яруу
Яруу (монг. Яруу) — з 1959 року сомон Завханського аймаку, Монголія. Територія 5,0 тис. км², населення 4,2 тис. Центр сомону Чандмань розташований на відстані 1040 км від Улан-Батора, 56 км. від міста Уліастай.

## Рельєф
Хребти Ширхет, гори Хух чулуутин хяр (2752 м), Ханжаргал (2884 м), Чандмань, Асгат (2900 м), Ундур Мандал (2896 м), Зуйл, Дахт (2568 м). Багато неглибоких озер.

## Клімат
Різкоконтинентальний клімат. Середня температура січня -19-26 градусів, липня +15-23 градуси. У середньому у рік випадає 350 мм опадів

## Економіка
Поклади залізної та мідної руди, хімічна та будівельна сировина

## Тваринний світ
Водяться козулі, вовки, лисиці, аргалі, дикі кози, зайці, тарбагани.

## Соціальна сфера
Є школа, лікарня, сфера обслуговування.
.